# Entomobrya superba
Entomobrya superba är en urinsektsart som först beskrevs av Reuter 1876.  Entomobrya superba ingår i släktet Entomobrya, och familjen brokhoppstjärtar. Arten är reproducerande i Sverige.